# Springbleiche
Die Springbleiche (auch Töpchiner Bleiche genannt) war ein Wohnplatz in Töpchin, einem Ortsteil der Stadt Mittenwalde im Landkreis Dahme-Spreewald in Brandenburg.

## Lage
Der Wohnplatz lag ostsüdöstlich des Gemeindezentrums.

## Geschichte
In der Region um die Stadt Mittenwalde entstanden nach der letzten Weichsel-Eiszeit umfangreiche Vorkommen an Kies und Ton. Diese wurden beginnend Mitte des 18. Jahrhunderts zunehmend wirtschaftlich genutzt. Der Wohnplatz erschien erstmals im Schmettauschen Kartenwerk aus den Jahren 1778/1786 als Bleiche oder CattunBleiche. Er hatte nie eine eigene Kirche, sondern war nach Motzen eingepfarrt. 1791 erschien die Bezeichnung Toepchiner Bleiche. Zu dieser Zeit gab es dort zwei Feuerstellen (=Haushalte); die Statistik verzeichnete „einen Büdner und acht Seelen“.
1801 ist von einem „Etablissement unweit Töpchin“ die Rede, in der ein Büdner und ein Einlieger sowie mittlerweile drei Feuerstellen erwähnt wurden. 1840 eröffnete auf der Gemarkung die erste Ziegelei Töpchins. 1849 wechselte die Gerichtsbarkeit vom Land- und Stadtgericht Zossen zur Gerichtskommission Zossen. In diesem Jahr gab es im Ort eine Ofen- und Tonwarenfabrik, die in der Königlich privilegirte Berlinische Zeitung von Staats- und gelehrten Sachen für ihre Produkte mit den Worten warb: „empfiehlt sich mit den feinsten weißen und coleurten, auch guten schwarzen Kachenofen zu den billigsten Fabrikpreisen und übernimmt auf Verlangen Transport und zweckmäßiges Setzen der Ofen“. 1860 gab es im Ort eine Ziegelei sowie ein Wohn- und fünf Wirtschaftsgebäude. Kurze Zeit später erschien im Jahr 1861 in der Ortschafts-Statistik des Regierungsbezirks Potsdam mit der Stadt Berlin erstmals die Bezeichnung Springbleiche. 1862 kam es zu einer juristischen Auseinandersetzung zwischen dem Springbleicher Ziegeleibesitzer Priebe und dem Torfmeister Tinze. Dieser habe auf seinem Grundstück Sand gelagert, der nun auf das Grundstück des Ziegeleibesitzers weht und dort zu Schäden an Anlagen geführt haben soll. Tinze widersprach dieser Behauptung, wurde aber dennoch in erster Instanz verurteilt. Das Gericht sah es als erwiesen an, dass Priebe durch das Verfahren des Torfmeisters geschädigt worden war. Eine Nichtigkeitsbeschwerde Tinzes blieb erfolglos.
Durch die Einrichtung des Truppenübungsplatzes Zehrensdorf in den Jahren 1909/1910 wurde die Ziegelei zu einer „militärfiskalischen“ Einrichtung und sollte, wie ein Bericht in der Tonindustrie-Zeitung und Keramische Rundschau vom 1. September 1917 zeigte, mit Wirkung zum 1. Oktober 1917 erneut verpachtet werden.

## Bevölkerungsentwicklung
| Jahr      | 1801 | 1858 | 1925 |
| Einwohner | 13   | 8    | 60   |